# Інститут Ліхтенштейну
Інститут Ліхтенштейну (нім. Liechtenstein-Institut) — приватний вищий навчальний заклад у князівстві Ліхтенштейн.
Інститут Ліхтенштейну було засновано 15 серпня 1986 року у Національний день Ліхтенштейну, як університетський інститут. У 1987 році навчальний заклад розпочав свою роботу.
Інститут спеціалізується на наукових дослідженнях та освітніх послугах. Має статус приватної некомерційної установи.
В інституті діють курси підвищення кваліфікації; існує можливість підготовки дипломних робіт і дисертацій у галузі права, політології, економіки, соціальних наук та історії з упором на національні питання, пов'язані з Ліхтенштейном.